# Lambda Muscae
Lambda Muscae (λ Mus, λ Muscae), è la quarta stella più luminosa della costellazione della Mosca. La sua magnitudine apparente è 3,62 e dista 127 anni luce dal sistema solare.

## Osservazione
Si tratta di una stella situata nell'emisfero celeste australe. La sua posizione è fortemente australe e ciò comporta che la stella sia osservabile prevalentemente dall'emisfero sud, dove si presenta circumpolare anche dalle regioni temperate; dall'emisfero nord la sua visibilità è invece limitata alle regioni tropicali, comunque non più a nord della latitudine 24° N. La sua magnitudine pari a 3,63 le consente di essere scorta anche dai piccoli centri urbani, sebbene un cielo non eccessivamente inquinato sia maggiormente indicato per la sua individuazione.

## Caratteristiche fisiche
Pare essere una stella binaria, con una compagna non ben identificata avente un periodo orbitale di 1,24 anni. La stella principale è una stella di classe spettrale A7V, classificata quindi come stella bianca di sequenza principale. Possiede una massa più che doppia rispetto a quella solare ed un raggio 3,4 volte superiore. Apparentemente λ Muscae ha anche un'altra debole compagna, visualmente distante 32 secondi d'arco in cielo, di dodicesima magnitudine.